# Mikołaj Korniluk
Mikołaj Korniluk (ur. 1903, zm. 1971) – polski działacz ewangelikalny okresu PRL-u; jeden z liderów Zjednoczenia Kościołów Chrystusowych.

## Życiorys
Należał do pierwszych osób, które związały się na początku lat 20. XX wieku z ruchem Konstantego Jaroszewicza, który jako reemigrant z USA, działał wówczas jako przedstawiciel Międzynarodowej Chrześcijańskiej Misji w rodzinnej Starowsi.
Po II wojnie światowej, należał do pionierów pracy Kościoła Chrystusowego na terenie Warmii i Mazur wraz z Jerzym Sacewiczem i Bolesławem Winnikiem, którzy podobnie jak on wraz z rodzinami przybyli do Olsztyna jeszcze przed zakończeniem działań wojennych w kwietniu 1945. Oprócz działalności religijnej podjęto wówczas również działalność charytatywną.
Był jednym z czołowych działaczy Zjednoczenia Kościołów Chrystusowych. W sierpniu 1946 roku podczas nadzwyczajnego XI Zjazdu Przedstawicieli Zjednoczenia Kościołów Chrystusowych, na którym postanowiono reaktywować Zjednoczenie Kościołów Chrystusowych jako samodzielny Kościół, wybrano nową Radę Naczelną Kościoła w której Mikołaj Korniluk został powołany na sekretarza.
Jak podaje Leszek Jańczuk, Mikołaj Korniluk został zwerbowany 2 lutego 1948 roku dla sprawy agenturalnego rozpracowania „Fanatyk” i otrzymał pseudonim „Henryk”. Oceniano, że „słabe lecz prawdziwe daje materiały”. W ramach rozmów pytany był o Jerzego Sacewicza, Bolesława Winnika i Teodora Maksymowicza, o których udzielał obiektywnych informacji, jednocześnie nie potwierdzając, aby zajmowali się oni działalnością szpiegowską. W efekcie udzielanych informacji, mu nie ufano, a jego samego podejrzewano o pracę dla wywiadu amerykańskiego. 3 czerwca 1949 roku Julia Brystiger poprosiła dyrektora Departamentu II MBP o dostarczenie dostępnych informacji na temat czołowych działaczy ZKE i ZKCh: Szenderowski, Stawiński, Więckiewicz, Sacewicz, Winnik, Korniluk, Jakoniuk. 
We wrześniu 1950 roku znalazł się w grupie działaczy ewangelikalnych, aresztowanych w ramach Akcji „B”. W trakcie jego uwięzienia, doszło między innymi do wyboru nowej Rady Naczelnej Kościoła w 1951. 12 marca 1952 Korniluk został skazany na 4 lata więzienia. Zwolniony został w kwietniu 1953 roku razem z Sacewiczem i Maksymowiczem.
Od 1964 roku jego zięciem był Edward Czajko.
Zmarł 12 stycznia 1971. Został pochowany na cmentarzu komunalnym przy ul. Poprzecznej w Olsztynie (22/15/23). 